# Gazing at the Moonlight
Gazing at the Moonlight è il primo album ufficiale del rapper statunitense Hopsin, pubblicato nel 2009 dalla Ruthless Records. L'album sarebbe dovuto uscire prima ma l'etichetta ha deciso di puntare poco sul progetto di Hopsin ed è stato pubblicato solo nel 2009 senza alcun tipo di pubblicità da parte della Ruthless Records. Dall'album sono stati estratti quattro video singoli, Sexy Cyber, Pans In The Kitchen, Break It Down e Motherfucker. Su YouTube è possibile trovare il dietro le quinte del video mai uscito di I'm Here. Tutte le produzioni sono dello stesso Hopsin, i testi idem (esclusa Motherfucker realizzata con DJK, unico featuring dell'album)

## Tracce
1. Intro - Skit – 1:02
2. I'm Here – 4:12
3. Break It Down – 4:12
4. Who Do You Think I Am? – 3:52
5. Sexy Cyber – 4:11
6. Pans In The Kitchen – 4:11
7. Story Of Mine – 4:16
8. Bubblies – 3:44
9. Chris Dolmeth – 4:19
10. The B Bop – 3:54
11. Slurpin – 3:26
12. Super Duper Fly – 3:39
13. Motherfucker (Feat. DJK) – 4:10
14. Don't Trust Em – 5:38
15. Gazing At The Moonlight – 4:09